# Яніс да Роша
Яніс Франклін да Роша (фр. Yanis Franklin da Rocha; нар. 10 травня 2004) — португальський футболіст, півзахисник клубу «Брага».

## Клубна кар'єра
Вихованець клубу «Шамблі».
2 серпня 2024 року дебютував за резервну команду клубу в матчі Терсейра-ліги проти «Трофенсе». 14 вересня 2024 року в поєдинку проти «Фафе» забив свій перший гол у професіональній кар'єрі.
31 липня 2025 року дебютував за нову команду в матчі кваліфікації Ліги Європи УЄФА проти болгарського «Левські», вийшовши на заміну Паулу Олівейрі.

## Кар'єра в збірній
Виступав за збірні Португалії до 19 і до 20 років. У червні 2023 року потрапив у заявку збірної до 19 років на юнацький чемпіонат Європи, що проходив на Мальті. На турнірі провів три поєдинки, а його команда дійшла до фіналу, де мінімально поступилась італійцям (0-1).

## Статистика виступів
Станом на 17 серпня 2025
| Клуб              | Сезон             | Чемпіонат         | Чемпіонат | Чемпіонат | Кубок | Кубок | Кубок ліги | Кубок ліги | Єврокубки | Єврокубки | Інші  | Інші | Всього | Всього |
| Клуб              | Сезон             | Дивізіон          | Матчі     | Голи      | Матчі | Голи  | Матчі      | Голи       | Матчі     | Голи      | Матчі | Голи | Матчі  | Голи   |
| ----------------- | ----------------- | ----------------- | --------- | --------- | ----- | ----- | ---------- | ---------- | --------- | --------- | ----- | ---- | ------ | ------ |
| Брага Б           | 2024–25           | Терсейра-ліга     | 17        | 1         | —     | —     | —          | —          | —         | —         | —     | —    | 17     | 1      |
| Брага Б           | 2025–26           | Терсейра-ліга     | 1         | 0         | —     | —     | —          | —          | —         | —         | —     | —    | 1      | 0      |
| Брага Б           | Всього            | Всього            | 18        | 1         | 0     | 0     | 0          | 0          | 0         | 0         | 0     | 0    | 18     | 1      |
| Брага             | 2025–26           | Прімейра-ліга     | 0         | 0         | 0     | 0     | 0          | 0          | 1         | 0         | 0     | 0    | 1      | 0      |
| Всього за кар'єру | Всього за кар'єру | Всього за кар'єру | 18        | 1         | 0     | 0     | 0          | 0          | 1         | 0         | 0     | 0    | 19     | 1      |

1. ↑  Матчі в Лізі Європи УЄФА